# Großer Preis der Niederlande 1952
Der Große Preis der Niederlande 1952 (offiziell III Grote Prijs van Nederland) fand am 17. August auf dem Circuit Park Zandvoort in Zandvoort statt und war das siebte Rennen der Automobil-Weltmeisterschaft 1952.

## Bericht

### Hintergrund
Nach dem Großen Preis von Deutschland stand Alberto Ascari als Weltmeister fest. In der Fahrerwertung führte er uneinholbar mit 14 Punkten vor Piero Taruffi und mit 18 Punkten vor Giuseppe Farina.
Zwar wurde in den vergangenen drei Jahren auch Grand Prix-Rennen in Zandvoort ausgetragen, 1952 war jedoch das erste Mal, dass das Rennen WM-Status erlangte. Im Vergleich zu den Rennen in Silverstone und auf dem Nürburgring war die Zahl von 18 Nennungen hier gering, aber mit Ferrari, Gordini, Cooper-Bristol und Connaught waren die wichtigsten Teilnehmer alle vertreten.  Bei Ferrari ersetzte der wieder genesene Luigi Villoresi Piero Taruffi. Villoresi hatte sich Anfang des Jahres bei einem Verkehrsunfall verletzt. Gordini trat mit drei Fahrzeugen für Jean Behra, Maurice Trintignant und Robert Manzon an, Cooper und Connaught entsendeten nur je ein Fahrzeug für Mike Hawthorn bzw. Ken Downing. Das Maserati-Werksteam war wieder nicht am Start.

### Training und Qualifying
Das Training wurde wie üblich von den Ferrari-Fahrern Ascari und Farina dominiert, wobei sich Ascari mit 1:46,5 Minuten die Pole-Position sicherte. Hawthorn konnte erstaunlicherweise mit dem Cooper gut mithalten und sicherte sich den verbliebenen Platz in der ersten Reihe noch vor dem dritten Ferrari von Villoresi.

### Rennen

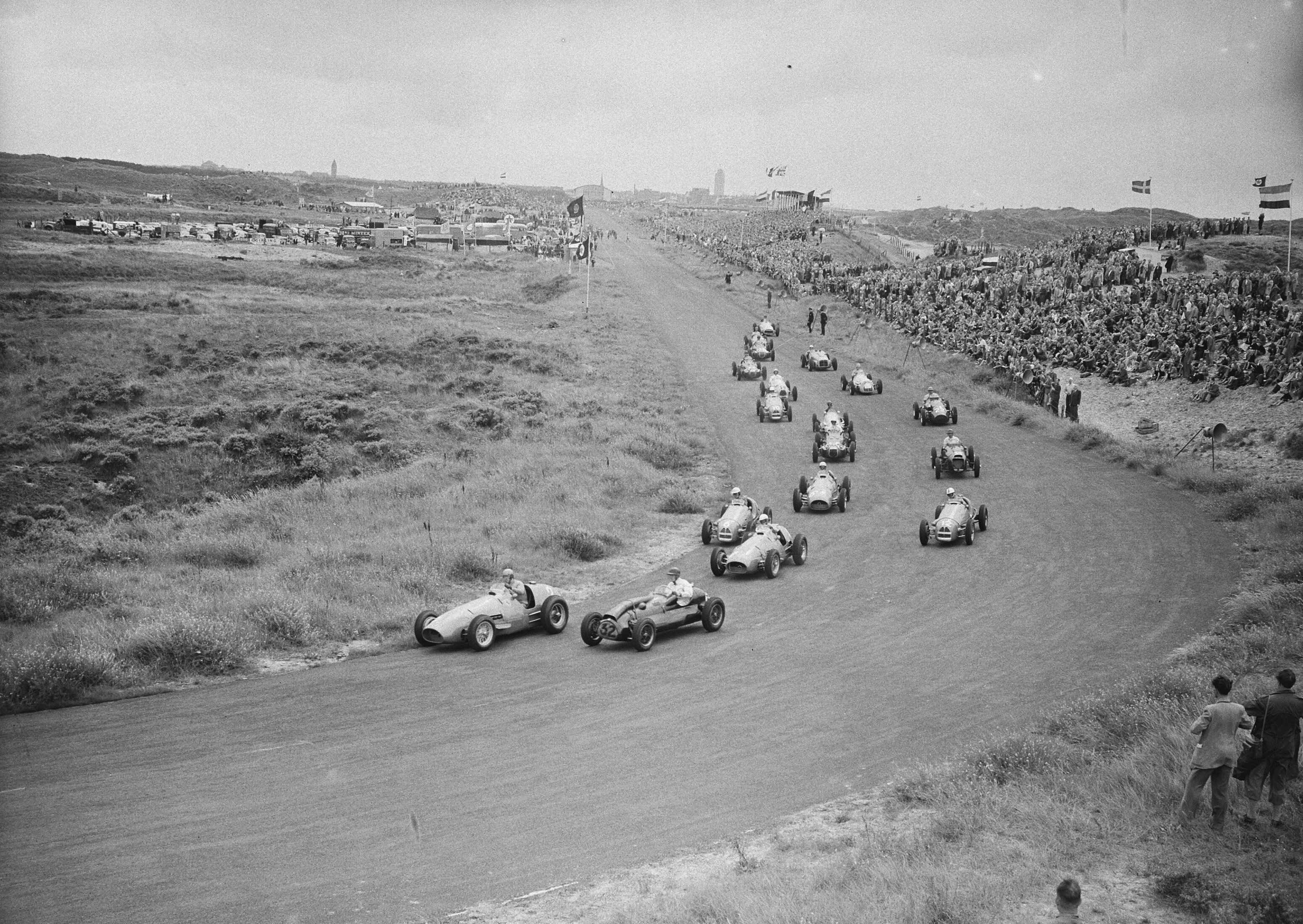
Knapp nach dem Rennstart

Das Rennen bot nur in den ersten Runden etwas Abwechslung. Ascari gewann den Start, doch Hawthorn konnte sich zwei Runden lang vor Farina behaupten. In der vierten Runde fiel er dann auch noch hinter Villoresi zurück, sodass die drei Ferrari die ersten drei Plätze einnahmen und – wie üblich – dem Feld enteilten. Hawthorn konnte aber seinen vierten Platz vor dem Rest des Feldes sichern. Die meisten Überholmanöver gelangen Stirling Moss, der sich mit dem unterlegenen ERA von einem Startplatz in der letzten Reihe bis zur achten Runde auf die siebte Position vorgekämpft hatte. In der 73. Runde musste er jedoch mit Motorschaden aufgeben. Behra hatte seinen Gordini bereits in der zehnten Runde mit defekter Zündung abgestellt. Die führenden Ferrari gaben diese Position bis ins Ziel nicht mehr ab und sicherten sich somit erneut einen Dreifacherfolg. Punktemäßig hatte dies für Ascari keine Auswirkungen, da er bereits mit dem letzten Rennen die maximal mögliche Punktzahl für einen Fahrer in einer Saison erreicht hatte.
In der Fahrerwertung übernahm Farina den zweiten Platz von Taruffi.

## Meldeliste
| Team                       | Nr. | Fahrer              | Chassis              | Motor          | Reifen |
| -------------------------- | --- | ------------------- | -------------------- | -------------- | ------ |
| Ferrari                    | 02  | Alberto Ascari      | Ferrari 500          | Ferrari 2.0 L4 | P      |
| Ferrari                    | 04  | Giuseppe Farina     | Ferrari 500          | Ferrari 2.0 L4 | P      |
| Ferrari                    | 06  | Luigi Villoresi     | Ferrari 500          | Ferrari 2.0 L4 | P      |
| Gordini                    | 08  | Jean Behra          | Gordini T16 (1952)   | Gordini 2.0 L6 | E      |
| Gordini                    | 10  | Robert Manzon       | Gordini T16 (1952)   | Gordini 2.0 L6 | E      |
| Gordini                    | 12  | Maurice Trintignant | Gordini T16 (1952)   | Gordini 2.0 L6 | E      |
| Ecurie Belge               | 14  | Paul Frère          | Simca-Gordini T15 GC | Gordini        | E      |
| Escuderia Bandeirantes     | 16  | Francisco Landi     | Maserati A6GCM       | Maserati       | P      |
| Escuderia Bandeirantes     | 18  | Gino Bianco         | Maserati A6GCM       | Maserati       | P      |
| Escuderia Bandeirantes     | 20  | Jan Flinterman      | Maserati A6GCM       | Maserati       | P      |
| Ken Downing                | 22  | Ken Downing         | Connaught A          | Francis 2.0 L4 | D      |
| Ecurie Francorchamps       | 24  | Charles de Tornaco  | Ferrari 500          | Ferrari 2.0 L4 | E      |
| HWM                        | 26  | Lance Macklin       | HWM 52               | Alta 1.5       | D      |
| HWM                        | 28  | Duncan Hamilton     | HWM 52               | Alta 1.5       | D      |
| HWM                        | 30  | Dries van der Lof   | HWM 52               | Alta 1.5       | D      |
| L D Hawthorn               | 32  | Mike Hawthorn       | Cooper T20           | Bristol 2.0 L6 | D      |
| Scuderia Franera           | 34  | Ken Wharton         | Frazer-Nash 421      | Bristol 2.0 L6 | D      |
| English Racing Automobiles | 36  | Stirling Moss       | ERA G-Type           | ERA            | D      |

## Klassifikation

### Qualifying
| Pos. | Fahrer              | Konstrukteur  | Zeit   | Startreihe |
| ---- | ------------------- | ------------- | ------ | ---------- |
| 01   | Alberto Ascari      | Ferrari       | 1:46,5 | 1 R        |
| 02   | Giuseppe Farina     | Ferrari       | 1:48,6 | 1 M        |
| 03   | Mike Hawthorn       | Cooper        | 1:51,6 | 1 L        |
| 04   | Luigi Villoresi     | Ferrari       | 1:51,8 | 2 R        |
| 05   | Maurice Trintignant | Gordini       | 1:53,0 | 2 L        |
| 06   | Jean Behra          | Gordini       | 1:54,5 | 3 R        |
| 07   | Ken Wharton         | Frazer Nash   | 1:54,7 | 3 M        |
| 08   | Robert Manzon       | Gordini       | 1:54,8 | 3 L        |
| 09   | Lance Macklin       | H.W.M.        | 1:55,2 | 4 R        |
| 10   | Duncan Hamilton     | H.W.M.        | 1:55,8 | 4 L        |
| 11   | Paul Frère          | Simca-Gordini | 1:58,2 | 5 R        |
| 12   | Gino Bianco         | Maserati      | 1:58,2 | 5 M        |
| 13   | Ken Downing         | Connaught     | 1:58,6 | 5 L        |
| 14   | Dries van der Lof   | H.W.M.        | 1:59,4 | 6 R        |
| 15   | Jan Flinterman      | Maserati      | 2:01,8 | 6 L        |
| 16   | Francisco Landi     | Maserati      | 2:02,1 | 7 R        |
| 17   | Charles de Tornaco  | Ferrari       | 2:03,7 | 7 M        |
| 18   | Stirling Moss       | E.R.A.        | 2:04,5 | 8 L        |

## Rennergebnis
| Pos. | Fahrer              | Konstrukteur  | Runden | Zeit       | Start | Schnellste Runde |
| ---- | ------------------- | ------------- | ------ | ---------- | ----- | ---------------- |
| 01   | Alberto Ascari      | Ferrari       | 90     | 2:53:28,5  | 01    | 1:49,8 (89.)     |
| 02   | Giuseppe Farina     | Ferrari       | 90     | + 40,1     | 02    |                  |
| 03   | Luigi Villoresi     | Ferrari       | 90     | + 1:34,4   | 04    |                  |
| 04   | Mike Hawthorn       | Cooper        | 88     | + 2 Runden | 03    |                  |
| 05   | Robert Manzon       | Gordini       | 87     | + 3 Runden | 08    |                  |
| 06   | Maurice Trintignant | Gordini       | 87     | + 3 Runden | 05    |                  |
| 07   | Duncan Hamilton     | H.W.M.        | 85     | + 5 Runden | 10    |                  |
| 08   | Lance Macklin       | H.W.M.        | 84     | + 6 Runden | 09    |                  |
| 09   | Francisco Landi     | Maserati      | 43     | + 7 Runden | 16    |                  |
| 09   | Jan Flinterman      | Maserati      | 40     | + 7 Runden | 16    |                  |
| –    | Ken Wharton         | Frazer Nash   | 76     | DNF        | 07    |                  |
| –    | Stirling Moss       | E.R.A.        | 72     | DNF        | 18    |                  |
| –    | Dries van der Lof   | H.W.M.        | 70     | DNF        | 14    |                  |
| –    | Ken Downing         | Connaught     | 27     | DNF        | 13    |                  |
| –    | Charles de Tornaco  | Ferrari       | 19     | DNF        | 17    |                  |
| –    | Paul Frère          | Simca-Gordini | 15     | DNF        | 11    |                  |
| –    | Jean Behra          | Gordini       | 10     | DNF        | 06    |                  |
| –    | Jan Flinterman      | Maserati      | 7      | DNF        | 15    |                  |
| –    | Gino Bianco         | Maserati      | 4      | DNF        | 22    |                  |

## WM-Stand nach dem Rennen
Die ersten fünf bekamen 8, 6, 4, 3 bzw. 2 Punkte; einen Punkt gab es für die schnellste Runde. Streichresultate sind in Klammern gesetzt. Es zählten nur die vier besten Ergebnisse aus acht Rennen.

### Fahrerwertung
| Pos. | Fahrer                  | Konstrukteur            | Punkte  |
| ---- | ----------------------- | ----------------------- | ------- |
| 01   | Alberto Ascari          | Ferrari                 | 36 (45) |
| 02   | Giuseppe Farina         | Ferrari                 | 24      |
| 03   | Piero Taruffi           | Ferrari                 | 22      |
| 04   | Rudolf Fischer          | Ferrari                 | 10      |
| 05   | Mike Hawthorn           | Cooper                  | 10      |
| 06   | Robert Manzon           | Gordini                 | 9       |
| 07   | Troy Ruttman            | Kuzma                   | 8       |
| 08   | Jean Behra              | Gordini                 | 7       |
| 09   | Richard Rathmann        | Kurtis Kraft            | 6       |
| 10   | Sam Hanks               | Kurtis Kraft            | 4       |
| 11   | Luigi Villoresi         | Ferrari                 | 4       |
| 12   | Ken Wharton             | Frazer Nash             | 3       |
| 13   | Dennis Poore            | Connaught               | 3       |
| 14   | Duane Carter            | Lesovsky                | 3       |
| 15   | Alan Brown              | Cooper                  | 2       |
| 16   | Paul Frère              | H.W.M. / Simca-Gordini  | 2       |
| 17   | Eric Thompson           | Connaught               | 2       |
| 18   | Art Cross               | Kurtis Kraft            | 2       |
| 19   | Maurice Trintignant     | Simca-Gordini           | 2       |
| 20   | Bill Vukovich           | Kurtis Kraft            | 1       |
| 21   | Charles de Tornaco      | Ferrari                 | 0       |
| 22   | Peter Collins           | H.W.M.                  | 0       |
| 23   | Emmanuel de Graffenried | Maserati                | 0       |
| 24   | Reg Parnell             | Cooper                  | 0       |
| 25   | Johnny Claes            | Simca-Gordini / H.W.M.  | 0       |
| 26   | Peter Hirt              | Ferrari                 | 0       |
| 27   | Philippe Étancelin      | Maserati                | 0       |
| 28   | Eric Brandon            | Cooper                  | 0       |
| 29   | Roy Salvadori           | Ferrari                 | 0       |
| 30   | Roger Laurent           | H.W.M. / Ferrari        | 0       |
| 31   | Fritz Riess             | Veritas                 | 0       |
| 32   | Prinz Bira              | Simca-Gordini / Gordini | 0       |
| 33   | Toni Ulmen              | Veritas                 | 0       |
| 34   | Ken Downing             | Connaught               | 0       |
| 35   | Lance Macklin           | H.W.M.                  | 0       |
| 36   | Helmut Niedermayr       | A.F.M.                  | 0       |
| 37   | Yves Giraud-Cabantous   | H.W.M.                  | 0       |

| Pos. | Fahrer                        | Konstrukteur   | Punkte |
| ---- | ----------------------------- | -------------- | ------ |
| 38   | Peter Whitehead               | Alta / Ferrari | 0      |
| 39   | Hans Klenk                    | Veritas        | 0      |
| 40   | Gianfranco Comotti            | Ferrari        | 0      |
| 41   | Graham Whitehead              | Alta           | 0      |
| 42   | Ernst Klodwig                 | BMW            | 0      |
| 43   | Kenneth McAlpine              | Connaught      | 0      |
| 44   | Arthur Legat                  | Veritas        | 0      |
| 45   | Robert O’Brien                | Simca-Gordini  | 0      |
| 46   | Tony Gaze                     | H.W.M.         | 0      |
| 47   | Harry Schell                  | Maserati       | 0      |
| 48   | Gino Bianco                   | Maserati       | 0      |
| 49   | Anthony Crook                 | Frazer Nash    | 0      |
| 50   | Duncan Hamilton               | H.W.M.         | 0      |
| 51   | Francisco Landi               | Maserati       | 0      |
| 52   | Jan Flinterman                | Maserati       | 0      |
| –    | André Simon                   | Ferrari        | 0      |
| –    | Stirling Moss                 | ERA / H.W.M.   | 0      |
| –    | George Abecassis              | H.W.M.         | 0      |
| –    | Hans Stuck                    | A.F.M.         | 0      |
| –    | Louis Rosier                  | Ferrari        | 0      |
| –    | Max de Terra                  | Simca-Gordini  | 0      |
| –    | Robin Montgomerie-Charrington | Aston          | 0      |
| –    | Piero Carini                  | Ferrari        | 0      |
| –    | David Murray                  | Cooper         | 0      |
| –    | Eitel Cantoni                 | Maserati       | 0      |
| –    | Willi Heeks                   | A.F.M.         | 0      |
| –    | Adolf Brudes                  | Veritas        | 0      |
| –    | Marcel Balsa                  | BMW            | 0      |
| –    | Günther Bechem                | BMW            | 0      |
| –    | Rudolf Krause                 | BMW            | 0      |
| –    | Rudolf Schoeller              | Ferrari        | 0      |
| –    | William Aston                 | Aston          | 0      |
| –    | Paul Pietsch                  | Veritas        | 0      |
| –    | Theo Helfrich                 | Veritas        | 0      |
| –    | Josef Peters                  | Veritas        | 0      |
| –    | Dries van der Lof             | H.W.M.         | 0      |